# Метлок (6. сезона)
Шеста сезона серије Метлок је емитована од 18. октобра 1991. до 8. маја 1992. године и броји 22 епизоде.

## Опис
Ненси Стафорд и Џули Сомарс су напустиле главну поставу на крају сезоне.

## Улоге

### Главне
- Енди Грифит као Бен Метлок
- Ненси Стафорд као Мишел Томас
- Џули Сомарс као ПОТ Џули Марч
- Кларенс Гилјард мл. као Конрад МекМастерс

### Епизодне
- Брин Дајер као Лијен МекИнтајер (Епизоде 21-22)

## Епизоде
| Бр. еп. (укупно) | Бр. еп. (у сезони) | Наслов                      | Редитељ          | Сценариста                                                | Премијера          | Гледаност у U.S. (милиони) |
| --- | ------------------ | --------------------------- | ---------------- | --------------------------------------------------------- | ------------------ | -------------------------- |
| 115 | 1                  | "Убиство сведока (1. део)"  | Кристофер Хиблер | Синопсис: Ен Колинс Сценарио: Џералд Саноф                | 18. октобар 1991.  | 21.20                      |
| Метлок је у пратњи Џули отишао у свој родни град на породично окупљање, али ствари су постале баш хаотичне кад је најбољи друг његовог братанца убијен, а његов противник Рас Гифорд оптужен за убиство. Такође, цео град је некако против Метлока јер већина њих мисли да Метлок мисли да је бољи од њих јер је заступник из града. |                    |                             |                  |                                                           |                    |                            |
| 116 | 2                  | "Убиство сведока (2. део)"  | Кристофер Хиблер | Синопсис: Ен Колинс Сценарио: Џералд Саноф                | 18. октобар 1991.  | 21.20                      |
| Када је други човек умро наизглед природном смрћу, Метлок је наставио да заступа Гифорда у Северној Каролини. У Атланти, Конрад истражује тетоважу која повезује случајеве. |                    |                             |                  |                                                           |                    |                            |
| 117 | 3                  | "Давитељ"                   | Лео Пен          | Линколн Килби                                             | 25. октобар 1991.  | 14.90                      |
| Низни убице Џефри Спајдел дави своје жртве међу којима је и Патриша Дауни па је сместио Беновом порезнику Леу Касбијану. Метлок је прихватио случај, а Спајдел је њега означио као следећу мету. Следећи циљ му је да уништи Метлока у јавности пре него што га убије. |                    |                             |                  |                                                           |                    |                            |
| 118 | 4                  | "Ноћна мора"                | Роберт Ширер     | Ен Колинс                                                 | 1. новембар 1991.  | 14.00                      |
| Током путовања аутобусом по Дивљем западу, Метлок је ударио главу и пробудио се у области Старог запада где је упознао тамошње исте као његови пријатељи и познаници. Он мора да спасе Конрада од бесне мафије јер је оптужен да је убио тамошњег шефима, али га често омета љупка салонка Мишел и осветољубива сестра покојног Џули. |                    |                             |                  |                                                           |                    |                            |
| 119 | 5                  | "Брачни саветник"           | Кристофер Хиблер | Фил Мишкин                                                | 8. новембар 1991.  | 19.10                      |
| Брачни саветник др. Хардинг Флечер је убијен. Бен је док је бранио досаду чија је жена била међу женама које су спавале са Флечером открио да међу осумњиченима не само да су и Флечерови сарадници, него и пар ком је помогао. Наводно је део терапија био и завођење бољих половина. |                    |                             |                  |                                                           |                    |                            |
| 120 | 6                  | "Дама"                      | Лео Пен          | Дејвид Хофман                                             | 15. новембар 1991. | 17.70                      |
| Док је вечерао са Џули, Метлока је ошамарила нека жена. Метлок је схватио да је то жена чијој су осуди као саучеснице у убиству супруга он и његов отац допринели и да је недавно пуштена из затвора. |                    |                             |                  |                                                           |                    |                            |
| 121 | 7                  | "Осумњичена (1. део)"       | Харви С. Ледмен  | Синопсис: Ен Колинс Сценарио: Џералд Саноф и Џоел Штајгер | 29. новембар 1991. | 19.40                      |
| Метлок заступа богату удовицу која је оптужена да је убила супруга, а Мишел је преузела про боно случај да брани оца који је оптужен да је убио растурача дроге који му је навукао дете. |                    |                             |                  |                                                           |                    |                            |
| 122 | 8                  | "Осумњичена (2. део)"       | Харви С. Ледмен  | Синопсис: Ен Колинс Сценарио: Џералд Саноф и Џоел Штајгер | 29. новембар 1991. | 19.40                      |
| Метлок је открио да је богата удовица невина за убиство свог супруга, али да има неколико прљавих тајни у рукаву које су повезане са случајем растурача дроге на ком ради Мишел. Удовица је убедила Метлока да ћути иако он то није хтео. Он је тражио освету, али је схватио да ће осуда ње за друге случајеве бити готово немогућа због заступничко-страначке повластице и да мора да пронађе рупу у закону. |                    |                             |                  |                                                           |                    |                            |
| 123 | 9                  | "Одбрана"                   | Питер Елис II    | Џералд Саноф                                              | 6. децембар 1991.  | 16.20                      |
| Момку Денију Хејсу се суди због убиства оца, а Метлок тврди да је убиство оправдано. Дени је стварно веровао да ће му отац убити мајку, али је неистинито сведочење очевог пријатеља запретило Денијевим изгледима за ослобођење. |                    |                             |                  |                                                           |                    |                            |
| 124 | 10                 | "Игроказ"                   | Роберт Ширер     | Макс Ајзенберг и Лонон Ф. Смит                            | 13. децембар 1991. | 16.50                      |
| Продуцент познатог игроказа "Време је" је убијен ножем старог водитеља Дениса Блејка. Метлок брани Блејка на захтев једног Конрадовог друга, а Мишел је отишла на тајни задатак као такмичарка како би разоткрила бруку о варању. |                    |                             |                  |                                                           |                    |                            |
| 125 | 11                 | "Четворка"                  | Харви С. Ледмен  | Дајана Копалд Маркус                                      | 20. децембар 1991. | 18.00                      |
| Метлок невољно заступа Елиса Блејка, непристојног милионера који је оптужен да је убио ћеркиног вереника Џефрија Холдена који ју је уцењивао. Пошто је прихватио овај случај, он мора да се бори против нове младе помоћнице октужног тужиоца Лорен Ричмонд која на први поглед идолизује Метлока, али испада да је баш неетичка и подла. ПОТ Марч и Метлок морају да сарађују како би доказали њену дволичност и спасили Метлокову странку. |                    |                             |                  |                                                           |                    |                            |
| 126 | 12                 | "Слика (1. део)"            | Лео Пен          | Синопсис: Ен Колинс Сценарио: Џералд Саноф и Џоел Штајгер | 17. јануар 1992.   | 20.60                      |
| Бену је непристојна и насилна сестра од тетке Дајана Хантингтон дошла у кућу и рекла му да ју је супруг оставио због младе сликарке. Убедила га је да нађе Џека, али га је пратила и напала супруга кад га је нашао. Касније је касније Дајаниним колима прегази Џека док је трчао. Као исход тога, Дајана је оптужена за његово убиство. Метлок је невољно заступа. У међувремену, Лес намерава да се жени болничарком коју је упознао док је куповао у продавници. |                    |                             |                  |                                                           |                    |                            |
| 127 | 13                 | "Слика (2. део)"            | Лео Пен          | Синопсис: Ен Колинс Сценарио: Џералд Саноф и Џоел Штајгер | 24. јануар 1992.   | 18.40                      |
| Метлок брани своју сестру од тетке Дајану Хантингтон од оптужбе да је убила супруга током чега је открио огромни ланац кривотворења. Ипак, он ју је натерао да обећа да ће отићи на лечење иначе јој више никад неће чинити услуге. |                    |                             |                  |                                                           |                    |                            |
| 128 | 14                 | "Изгнан (1. део)"           | Френк Такери     | Роберт Шлит                                               | 7. фебруар 1992.   | 22.10                      |
| После дугог низа случајева који га је насекирао, пошто није могао да се сети имена странке и пошто је добио отказ са јако важног случаја, Метлок је одлучио да оде у пензију из правног посла. Један младић из Ел Салвадора га је замолио да га повезе у Оук Крик. Метлок је то урадио, али је младић умро сат времена по доласку у несрећи на једном салашу. Метлок сумња да се нешто лоше догађа у граду Оук Крику јер је четворо различитих људи покушало да га отера одатле и не разговара о смрти, а кад је открио да му је неко љушкао по хотелској соби, он је одлучио да остане и истражи. |                    |                             |                  |                                                           |                    |                            |
| 129 | 15                 | "Изгнан (2. део)"           | Френк Такери     | Роберт Шлит                                               | 7. фебруар 1992.   | 22.10                      |
| Истакнути грађани Оук Крика су одлучили да нешто мора да се учини поводом Метлока који је све ближе открићу њиховог плана, Кад је мало њушкања по погребном предузећу открило сумњиве чињенице, Метлок је отишао да каже то месном шерифу, али је он покушао да га изгуса са пута камионетом. Метлок је почео да сумња да је и шериф умешан па је довео Конрада у помоћ, али Конрад је упуцан, а Метлок мора да замоли власницу хотела Алис да доведе свој живот у опасност да би помогли Конраду и открили прљаве тајне Оук Крика једном за свагда. Онда је одлучио да се врати у Атланту и настави са послом јер је схватио да превише воли да помаже људима да би отишао у пензију. |                    |                             |                  |                                                           |                    |                            |
| 130 | 16                 | "Велика исплата"            | Лео Пен          | Синопсис: Џоел Штајгер Сценарио: Џери Конвеј              | 28. фебруар 1992.  | 18.70                      |
| Пошто је морао да се врати у правне послове, Метлок је унајмио Билија Вилера да му окречи кућу. Мишел ради са истражитељком за осигурања како би доказала да је један човек убио своју богату супругу како би добио новац од осигурања. |                    |                             |                  |                                                           |                    |                            |
| 131 | 18                 | "Отмица"                    | Роберт Ширер     | Линколн Кајби                                             | 6. март 1992.      | 19.20                      |
| Док је био на заступничком скупу, Бен је налетео на старог друга који је постао правни заступник мафијашу Џеју Катлеру. Кад му је друг убијен, Метлок је кренуо да да изјаву полицији. Његов план се променио кад су Мишел отели људи који раде за Катлера и присилили податак од застпуника. Метлок и Конрад су убрзо почели да одмеравају своју пословну етику са њеним животом. |                    |                             |                  |                                                           |                    |                            |
| 132 | 18                 | "Господин феноменални"      | Харви С. Ледмен  | Вилијам Т. Конвеј                                         | 17. април 1992.    | 14.20                      |
| Кад је бивши дечко једне конобарице Дејн Микс убијен, Конрад је преклињао Метлока да брани конобарицу Ен Џонсон која му је другарица. Откривено је да је Двејн био женскарош и не баш фин младић. Метлок је ускоро приметио да је њен син Џими кључ случаја. |                    |                             |                  |                                                           |                    |                            |
| 133 | 19                 | "Вечерње вести (1. део)"    | Харви С. Ледмен  | Синопсис: Ен Колинс Сценарио: Џералд Саноф                | 24. април 1992.    | 13.60                      |
| Били Финли је стално спрдња својих сарадника, а добио је отказ кад је направио будалу од себе у два наврата − једном пред Метлоком, једном пред политичарем Џоом Бивнисом. Убрзо после тога, тело другог сарадника Дага Левита је пронађено, а Били је главни осумњичени. Метлок је пристао да га брани, али је он направио нови испад кад се сукобио са Дајен Бекер у пословници кад ју је оптужио да стоји иза друге зајебанције због које је он добио отказ. Метлок није схватио да је Левит лажирао своју смрт и да су он и Бекерова умешани у превару којом би зарадили много новца износећи лажне вести о геоматарском одбору. Док је Конрад пратио њиховог трећег ортака Нелсона Аделсона, Метлок покушава да се спаси казне због тога што није успорио пред знаком за обавезно заустављање. |                    |                             |                  |                                                           |                    |                            |
| 134 | 20                 | "Вечерње вести (2. део)"    | Харви С. Ледмен  | Синопсис: Ен Колинс Сценарио: Џералд Саноф                | 1. мај 1992.       | 13.40                      |
| Прави убица је завршио убијен што није много помогло Метлоковој странци. И не само то, појавила се и превара са некретнинама која такође утиче на случај. |                    |                             |                  |                                                           |                    |                            |
| 135 | 21                 | "Наручено убиство (1. део)" | Кристофер Хиблер | Синопсис: Ен Колинс Сценарио: Џералд Саноф и Џоел Штајгер | 8. мај 1992.       | 24.70                      |
| Када је градоначелник убијен, Метлокова ћерка Лијен МекИнтајер је дошла у град да докаже случај. Случај је добио прекорет када је месни судија Артур Елер оптужен да је убио супругу једног човека, а Метлок и Лијен морају да разјасне свој однос и скину љагу са Елеровог имена. |                    |                             |                  |                                                           |                    |                            |
| 136 | 22                 | "Наручено убиство (2. део)" | Кристофер Хиблер | Синопсис: Ен Колинс Сценарио: Џералд Саноф и Џоел Штајгер | 8. мај 1992.       | 24.70                      |
| Метлок, Конрад и Лијен настављају да бране Елен за убиство. Последња појава Мишел Томас. Последња стална појава ПОТ Џули Марч. |                    |                             |                  |                                                           |                    |                            |